# Zeugophora trisignata
Zeugophora trisignata es una especie de coleóptero de la familia Megalopodidae.

## Distribución geográfica
Habita en Corea.